# Глен-Рок (Нью-Джерси)
Глен-Рок — боро в округе Берген, штате Нью-Джерси, США. По данным 2008 года население района составляло 11 131 человек.
Глен-Рок был образован 14 сентября 1894 года из частей тауншипов Риджвуд и Садл-Ривер.

## География
Глен-Рок находится на: 40°57′40″ с. ш. 74°07′33″ з. д. (40,961109, −74,125766).
По данным Бюро переписи населения США район имеет общую площадь 7,1 км², из которых 0,37 % являются водой.

## Демография
По переписи 2000 года в Глен-Роке насчитывалось 11 546 человек, 3 977 домохозяйств, и 3 320 семей, проживающих в районе. Плотность населения составляет 1638,9 на км ². Существовали 4024 единицы жилья в среднем плотностью 571,2 на км ². Расовый состав населения района была 90,07 % белых, 1,81 % афроамериканцев, 0,16 % коренных американцев, 6,48 % азиатов, 0,02 % выходцев с тихоокеанских островов, 0,61 % других рас и 0,86 % от двух или более расам. Испано- или латиноамериканцев любой расы было 2,72 % от населения.
Из 3977 домохозяйств, в 43,8 % из них были дети в возрасте до 18 лет, в 75,1 % были проживающие вместе супружеские пары, в 6,8 % проживали матери-одиночки без мужа, а в 16,5 % — не имеющие семьи. 14,7 % всех домохозяйств состоят из отдельных лиц, в 9,2 % из которых — один или более одиноких лиц в возрасте 65 лет или старше. Средний размер домохозяйства 2,89, а средний размер семьи 3,22.
В районе было распределение населения с 29,4 % в возрасте до 18 лет, 3,9 % от 18 до 24 лет, 27,4 % от 25 до 44 лет, 25,6 % от 45 до 64 лет и 13,7 %, которые были в возрасте 65 лет и старше. Средний возраст составил 40 лет. На каждые 100 женщин приходилось 94,9 мужчин. На каждые 100 женщин в возрасте 18 лет и старше насчитывалось 89,5 мужчин.
Средний доход на домашнее хозяйство в районе составил $104 192, а средний доход на семью составлял $111 280. Мужчины имели средний доход от $84 614 против $52 430 для женщин. Доход на душу населения района составил $45 091. Около 2,1 % семей и 2,4 % населения были ниже уровня бедности, в том числе 2,0 % из них моложе 18 лет и 3,8 % тех, кто был в возрасте 65 лет и старше.

## Правительство

### Местное самоуправление
Глен-Рок регулируется в соответствии с формой правления районов Нью-Джерси, муниципальных органов власти. Правительство состоит из мэра и городского совета (Borough Council) из шести членов; все позиции избираются. Мэр избирается непосредственно избирателями на четырёхлетний срок, и голосует только в случаях равного распределения голосов (3:3). Городской совет состоит из шести членов, избираемых на трехлетний срок по ступенчатой основе Совет назначает профессиональный администратор района, который является главным административным должностным лицом района, несущий ответственность перед мэром и советом.
В выборах, состоявшихся 3 ноября 2009 года демократ Joan Orseck и республиканец Carmine Nogara были избраны в городской совет. На выборах губернатора Нью-Джерси жители Глен-Рока проголосовали за переизбрание губернатора-демократа Джона Корзайна (2201 голос против 2113 за республиканца Криса Кристи). По результатам всего штата, однако, Кристи стал новым губернатором штата.
Правительство города признаёт ежегодный проект «Poverty Awareness Week» по борьбе с нищетой. Сообщество собирается на ежегодной «Проект» по борьбе с крайней бедностью в мире. В 2007 году община построила так называемый Habitat House в Патерсоне, Нью-Джерси (второй дом, построенный жителями Глен-Рока), и сообщество было удостоено первого для города звания «Paterson Habitat’s Volunteers of the Year». В 2008 году в районе устраивался музыкальный фестиваль «Water for Africa» («Вода для Африки»). В 2009 году община продолжила свою борьбу с бедностью, собрав средства на борьбу с малярией на Гаити.
Политика города «Green Up» означает, что мэр и Совет серьёзно относятся к своим деревьям, воде и окружающей среде в целом. Тенистые деревья предоставляются на безвозмездной основе гражданам, благодаря упорной работе мэра и Совета в сотрудничестве с DPW.

### Федеральный, штатов и графств представление
Глен-Рок находится в пятом избирательном округе и является частью 35 законодательного района Нью-Джерси.

### Политика
По состоянию на 1 апреля 2006 года, из общей численности населения 11 525 человек согласно переписи 2004 года, в Глен Роке проживало 7682 зарегистрированных избирателя (66,7 % населения, против 55,4 % во всём округе Берген). Из зарегистрированных избирателей, 1405 (18,3 % против 20,7 % в округе) были зарегистрированы как демократы, 1 673 (21,8 % против 19,2 % в округе) были зарегистрированы как республиканцы и 4603 (59,9 % против 60,1 % в округе) были зарегистрированы в качестве необъявленных.
На национальном уровне, Глен-Рок был разделён поровну между демократами и республиканцами. На президентских выборах 2004 года, демократ Джон Керри получил 51 % голосов, обойдя республиканца Джорджа Буша, который получил около 48 %. На президентских выборах 2008 года город сильно качнулся в сторону демократов. Демократ Барак Обама победил республиканца Джона Маккейна с перевесом в 10 % (54 % к 44 %).

## Образование
В государственных школах Глен-Рока учатся с детского сада до двенадцатого класса. Район состоит из шести школ которые включают четыре начальных школы (детский сад — 5 класс):
школа им. Ричард Э. Берд (223 учащихся),
Центральная начальная школа (310),
школа им. Клара Е. Колеман (332) и
Начальная школа им. Александра Гамильтона (276)
Также в районе находится одна средняя школа для учащихся с 6 по 8 класса (617) и
Высшая школа для 9-12 классов (714). В высшей школе Глен-Рока с 2004 по 2006 год, более 95 % выпускников сказали, что будут переходить на два года или четыре года в высшее учебное заведение.
Существует одна приходская школа, Академия Богоматери которая связана с римской католической церковью им. Святой Катерины, расположенной в Глен-Роке, и церковью Богоматери Горы Кармель в соседнем Риджвуде.

## Известные жители
Известные нынешние и бывшие жители Глен-Рока:
- Guy W. Calissi (ок. 1909—1980), судья Верховного суда Нью-Джерси.[8]
- Джордж Хотц (род. 1989), первый человек, разблокировавший iPhone в 2007 году для использования с другими системами помимо AT&T.[9]
- Houghtaling Джон (1916—2009), который создал вибрационную кровать Magic Fingers в подвале своего дома.[10]
- Джон Монтоне — утренний репортер радиостанции 1010 WINS в Нью-Йорке.[11]
- Чарли Тахан, сыгравший детскую роль в фильме 2007 года I Am Legend
- Флойд Вивино (род. 1951), жил и учился в школе в Глен-Рок, известен также как Дядя Флойд.

## Народная культура
- В октябре 2005 года, многие сцены видных мест в городе были сняты для фильма Всемирный торговый центр ; в ролях: Николас Кейдж и режиссёр Оливер Стоун.
- Глен Рок был родиной компаний производителей видеоигр Absolute Entertainment и Imagineering.
- В отличие от большинства пригородов, чьи имена мало или вообще ничего не означают, Глен-Рок был фактически создан вокруг огромной скалы оставленной после отступающих ледников в небольшой долине (glen). Из статьи Нью-Йорк таймс 1985 года: «Glen Rock назван в честь 570-тонного валуна, сдвинутого ледником, который стоит на северном конце Rock Road, главной улицы города. Названный Pamachapura, или Камень из Рая, индейцами Ленапе штата Делавэр, камень служил в качестве базы для индейских сигнальных костров.»[12] Несмотря на эту статью, Rock Road пролегает с востока на запад, у неё нет «северного конца». Кроме того, камень на самом деле находится на пересечении дорог Doremus Avenue и Rock Road.
- В городе проживали участники группы Titus Andronicus.

## Достопримечательности
- Усадьба Хоппер является историческим зданием, расположенным на углу улиц Акерман и Хиллман. Место было добавлено в национальный регистр исторических мест в 1983 году как место № 83001526.[13]

## Исходные файлы
- «История Bergen County, штат Нью-Джерси, 1630—1923»; Вестервельт, Фрэнсис А. (1858—1942).